# Ipotesi della Terra viola

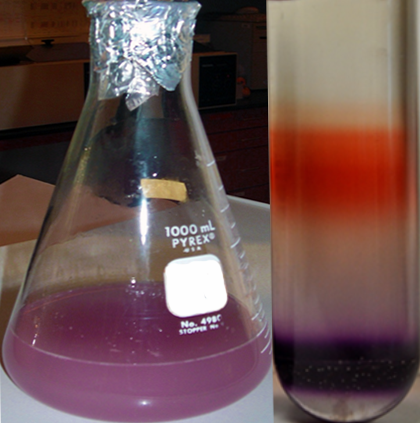
Coltura viola (a sinistra) e membrana (a destra) di Haloarchaea

L'ipotesi della Terra viola è un'ipotesi astrobiologica secondo la quale le prime forme di vita fotosintetiche apparse sulla Terra utilizzavano il retinale al posto della clorofilla per compiere la fotosintesi, facendo apparire la Terra di colore viola invece del consueto verde. Un esempio di organismi di questo tipo tuttora esistenti sono un gruppo di microbi fotosintetici noti collettivamente con il nome di Halobacteria. Il periodo durante il quale sarebbe sussistita tale condizione è quello compreso tra in 3,5 e i 2,4 miliardi di anni fa, antecedente alla Catastrofe dell'ossigeno. Molti Halobacteria contengono la proteina  batteriorodopsina all'interno della loro membrana viola, la quale funge da pompa protonica alimentata dalla luce, generando un gradiente attraverso la membrana cellulare e innescando la sintesi di ATP. La membrana viola degli Halobacteria costituisce uno dei più semplici sistemi bioenergetici conosciuti per la raccolta dell'energia luminosa.
La membrana viola contenente retinale mostra un singolo picco di assorbimento della luce in corrispondenza nella regione verde-gialla dello spettro solare particolarmente ricca di energia, ma permette la trasmissione della luce rossa e blu, dando origine a un colore viola intenso. La clorofilla, al contrario, assorbe la luce rossa e blu, ma  non quella verde, se non in piccole quantità, il che si traduce nel caratteristico colore verde assunto dalle piante, dai cianobatteri e dalle membrane fotosintetiche in generale. I microrganismi con pigmenti viola e verdi coesistono spesso in comunità stratificate, sfruttando regioni complementari dello spettro solare.
La relativa semplicità dei pigmenti di retinale degli Halobacteria rispetto alla più complessa membrana fotosintetica contenente clorofilla, la loro associazione con i lipidi isoprenoidi della membrana cellulare, nonché la scoperta di componenti della membrana degli Halobacteria in antichi sedimenti risalenti al periodo in esame sono coerenti con un'apparizione precoce di forme di vita fotosintetiche impieganti il retinale rispetto a quelle impieganti la clorofilla.
La coesistenza di microrganismi contenenti le due tipologie di pigmenti in molti ambienti suggerisce la loro possibile coevoluzione. Alcuni astrobiologi hanno suggerito la possibilità che i pigmenti di retinale possano fungere da biofirme durante le ricerche sugli esopianeti.